# Anna Attar
Anna Attar (* 1986 in Wien) ist eine österreichische bildende Künstlerin und Musikerin. Bekannt ist sie auch unter dem Pseudonym Monsterheart, mit dem sie ein musikalisches Soloprojekt startete. Im Jahr 2015 war sie für den FM4 Award, der im Rahmen der Amadeus Austrian Music Award verliehen wird, nominiert.

## Leben
Anna Attar wuchs in Wien auf und wurde musikalisch stark von ihren Eltern geprägt: Ihr Vater hörte Künstler wie Kraftwerk, Klaus Nomi und Tom Waits, während ihre Mutter Aretha Franklin bevorzugte. Ab dem Alter von 16 Jahren trat sie in Bands auf und war später Frontfrau der Wiener Band Go Die Big City. 2011 gründete sie die Band Monsterheart und brachte im Jahre 2012 die erste EP auf den Markt. Nach der Veröffentlichung ihrer ersten EP begann sie ein Studium an der Akademie der bildenden Künste, was ihren künstlerischen Zugang zur Musik nachhaltig beeinflusste. Von 2010 bis 2017 absolvierte sie das Studium bei Gunter Damisch, Erwin Bohatsch und Veronika Dirnhofer an der Akademie der bildenden Künste Wien.
Attar ist Mutter eines Sohnes, Isaak, der 2017 geboren wurde.

## Werk
Attar debütierte 2011 mit dem selbstbetitelten Album Monsterheart, gefolgt von W (2014) und der EP Cosmic Rider / Bones (2015). Ihr bislang letztes Album The New erschien am 1. Januar 2021 und markierte erstmals eine Zusammenarbeit mit einer Band. Die Platte wurde bewusst zum Jahreswechsel veröffentlicht, um symbolisch einen Neuanfang zu markieren.
Die Musik ist geprägt von einer Mischung von Synthiepop, Elektronik und gruseligem Pop. Sie arbeitet viel alleine und legt Wert auf eine vom Punk geprägter Herangehensweise: "Die ersten drei Lieder vom Album habe ich am selben Tag aufgenommen. Es sind alles One-Takes, also immer nur einmal alles eingespielt/eingesungen."

### Künstlerisches Konzept
Attar beschreibt ihre Musik als „Graveyard Pop“, eine Stilrichtung, die das Düstere mit dem Verspielten verbindet. In ihren Liedern und Videos tauchen häufig skurrile Kreaturen auf, inspiriert von ihrer Vorliebe für das Unheimliche und Figuren aus der Popkultur. Bereits als Kind fühlte sie sich zu den „bösen“ Charakteren in Disney-Filmen hingezogen, da diese für sie interessanter und tiefgründiger waren.

## Diskografie
- 2024: Circumstances (Single, Monsterheart feat. Wolf Lehmann, Polkov Records)
- 2024: Drive (Single, Polkov Records)
- 2023: Easy Fix (Single, Monsterheart vs Paul & Pets, Catgold Records)
- 2020: Eotw + KY (Single, Polkov Records)
- 2020: The New (Album, Polkov Records)
- 2020: Flowers (Single, Polkov Records)
- 2017: Sleep (Single, Seayou Records)
- 2017: Salam (Album, Seayou Records)
- 2015: Cosmic Rider / Bones (EP, Buddyhead/Redelsteiner)
- 2014: W (Album, Seayou Records)
- 2012: Monsterheart (EP, Seayou Records)